# ميلر بريج (كورنوال)
ميلر بريج (بالإنجليزية: Mylor Bridge)‏ هي قرية تقع في المملكة المتحدة في كورنوال.

## أعلام
- ريتشارد فين